# Gavasa
Gavasa és un llogaret (644 msnm) integrat al municipi de Peralta i Calassanç, a la comarca de la Llitera, actualment dins de la província d'Osca. Situat a la dreta del barranc de Gavasa, afluent de la Sosa de Peralta, per l'esquerra, al peu de la muralla calcària que tanca la vall.
De la parròquia depèn el monestir de Vilet, centre d'una antiga quadra. Gavasa fou municipi independent fins al 1970. L'antic terme comprenia, a més, l'antic poble de Llavassui.

## Llocs d'interès
- Castell de Gavasa
- Pont de la Paül o Pont de la Foz
- Cova dels Moros[4]